# Isola di Dordrecht
L'isola di Dordrecht (in olandese Eiland van Dordrecht) è un'isola del delta del Reno, della Mosa e della Schelda, nella provincia dell'Olanda Meridionale nei Paesi Bassi. Il suo territorio corrisponde alla municipalità di Dordrecht.

## Geografia
L'isola di Dordrecht è circondata dai seguenti fiumi:
- Beneden Merwede a nord
- Nieuwe Merwede a est e sud-est
- Hollandsch Diep a sud
- Dordtsche Kil a ovest
- Oude Maas a nord-ovest

Inoltre, l'isola è divisa in due dal Wantij . La parte nord-orientale dell'isola è inclusa nel parco nazionale De Biesbosch.
L'isola è collegata alla terraferma e e alle isole circostanti da diversi ponti, tunnel e traghetti.
La superficie dell'isola è di 99,45 km², di cui 19,92 km² è costituita da specchi d'acqua. Vi si contano 118 871 abitanti con una densità di 1 495 abitanti per km².
Oltre alla città di Dordrecht e ai suoi quartieri (che includono alcune municipalità in passato autonome come Dubbeldam), si trovano le località di Tweede Tol, Wieldrecht, Willemsdorp e Kop van 't Land.

## Storia
L'isola di Dordrecht si è formata la notte del 19 novembre 1421, durante l'inondazione di Santa Elisabetta. Prima di allora, la città di Dordrecht si trovava nella zona nord-ovest del polder Groote of Hollandsche Waard.
Per secoli, l'isola di Dordrecht, costituita da diversi  polder (Oud-Dubbeldam, Noordpolder, Zuidpolder, Aloïsenpolder, Wieldrecht) ha ospitato diverse entità politiche quali il  baliato di Dubbeldam e la signoria di Huis ter Merwede. Oltre alla città di Dordrecht, si trovano  le località, di Dordtwijk, Dubbelmonde, Eikendonk, De Mijl, Dubbeldam e Wieldrecht. In diverse occasioni si sono verificate annessioni di territori e fusioni di comuni. Fino al 1º luglio 1970, la parte orientale dell'isola apparteneva alla municipalità di Sliedrecht, una città situata sul lato opposto del Benden Merwede. Da allora, il comune di Dordrecht comprende l'intera isola di Dordrecht.